# Zazy
Zazy ist ein deutscher Thriller von Matthias X. Oberg aus dem Jahr 2016. Er hatte am 1. Oktober 2016 beim Filmfest Hamburg Premiere und startete am 30. März 2017 in den deutschen Kinos. Die Hauptrollen spielen Ruby O. Fee, Paul Boche, Petra van de Voort und Philipp Brenninkmeyer. Ruby O. Fee tritt als Produktionsassistentin erstmals auch als Teil des Filmstabs in Erscheinung.

## Handlung
Im Zentrum der Handlung steht die junge Zazy, die in einem kleinen idyllischen Städtchen im Trentino ihre Schneiderlehre macht. Jedoch ist Zazy mit ihrem Leben unglücklich und träumt gemeinsam mit ihrem Freund Tomek von einer besseren, aufregenden Zukunft. Gleichzeitig verbringt die wohlhabende Marianna ihre Osterferien, ohne ihren Mann Maximilian, im Trentino und hat sich mittlerweile mit Zazys Chef Patrizio angefreundet. Langsam wittert Zazy, dass dort mehr zwischen den beiden ist und spioniert, gemeinsam mit Tomek, ihnen bei einem Ausflug nach. 
Als Patrizio nach diesem Ausflug verschollen ist, wittern Tomek und Zazy ihre Chance, gesellschaftlich aufzusteigen und ihr sadistisches Machtspiel nimmt seinen Lauf. Da Marianna nicht in Verbindung mit Patrizios Verschwinden kommen möchte, lässt sie sich erpressen und Zazy und Tomek erschleichen sich mehr und mehr Zugang in Marianas Lebenswelt. Durch Mariannas Ehemann Maximillian, einem berühmten Showmaster, gelingt es Zazy, ins Rampenlicht zu kommen, und es scheint, als würden all ihre Träume wahr werden.

## Auszeichnungen
Simon Rummel wurde am 3. November 2017 für seine Filmmusik mit dem deutschen Filmmusikpreis in der Kategorie „Nachwuchs“ ausgezeichnet.
Der Film wurde bei den Biberacher Filmfestspiele mit dem Schülerbiber ausgezeichnet.